# 羽田昌義
羽田 昌義（はねだ まさよし、1976年11月13日 - ）は、日本の俳優。ビーコンアライアンス所属。東京都千代田区生まれ。

## 来歴と人物
幼い頃から演技に興味を持ち、俳優をこころざす。2000年に奈良橋陽子の主宰するUnited Perfomaers Studioアカデミーを経てエドワード・ズウィック監督の『ラスト サムライ』（2003年日本公開）に出演。「真珠の耳飾りの少女」を監督したピーター・ウェーバーがメガホンを取った『終戦のエンペラー』（2013年日本公開）に日本人通訳・高橋役で出演。存在感ある演技が注目される。
またキアヌ・リーブス主演『47RONIN』（2013年日本公開）ではヤスノ役を好演。2014年にはトム・クルーズ主演の『オール・ユー・ニード・イズ・キル』への出演も決定。国内のみならず海外からの出演オファーが多く、ハリウッド作品への出演が続く。現在、東京と欧州を拠点とし活動している。
特技は乗馬、殺陣、料理、書道で、殺陣は北辰一刀流三段の有段者。調理師免許も有し、書道は三段でサインを求められると毛筆でフルネームをサインするという。
私生活では2008年に歌手のhitomiと結婚。一児をもうけるが2011年に離婚。

## 出演作品

### テレビドラマ
- 軍師官兵衛（2014年） - 北条氏直
- ウエストワールド（2018年） - タナカ
- エイジ・オブ・サムライ: 天下統一への戦い (2021年2月24日、Netflix) - 織田信長
- TOKYO VICE（2022年4月7日 - 6月12日 、HBO Max・WOWOW） - 久米義弘 役

### 映画
- ラスト サムライ（2004年 エドワード・ズウィック監督作品）
- 嫌われ松子の一生（2006年 中島哲也監督作品）
- 終戦のエンペラー（2013年 ピーター・ウェーバー監督作品）
- 47RONIN (2013年 12月6日公開 カール・リンシュ監督作品）
- オール・ユー・ニード・イズ・キル (2014年 ダグ・リーマン監督作品）
- MINAMATA-ミナマタ- (2021年 アンドリュー・レヴィタス監督作品）

### Vシネマ
- 実録・悪漢（2009年） - 明仁会 洲崎悠紀夫
- 実録・悪漢 完結編（2009年） - 侠仁会会長 洲崎悠紀夫
- もう一つの柳川組 木槿の花（2009年）
- 兄弟の墓場（2010年）
- 裏盃の軍団（2010年） - 大門組本部長 石倉組組長 石倉貞夫
- 実録・大阪 ミナミの顔(ツラ)（2010年）
- ドラゴン（2010年）

### 舞台
- Waiting for the sun 天気待ち（2007年 奈良橋陽子演出作品）
- dream of passion（2008年 奈良橋陽子演出作品）
- バーム・イン・ギリヤド（2008年 ロバート・アラン・アッカーマン演出作品）